# Jennifer Brady
Jennifer Brady (* 12. April 1995 in Harrisburg) ist eine US-amerikanische Tennisspielerin.

## Karriere
Jennifer Brady, die im Alter von sieben Jahren mit dem Tennisspielen begann, startete ihre Tennislaufbahn als Collegespielerin für die University of California, Los Angeles, mit der sie bei den NCAA Division I Tennis Championships 2014 die Damenmeisterschaft gewann und in der Einzelkonkurrenz das Achtelfinale erreichte.
Bereits 2011 sammelte sie erste Erfahrungen auf der ITF Women’s World Tennis Tour, auf der sie 2014 in Redding ihren ersten Profititel gewinnen konnte. In den folgenden zwei Jahren ging sie ausschließlich bei Turnieren in Amerika an den Start. Erst nach ihrem bis heute größten Titeltriumph bei einem Turnier der $75.000-Kategorie in Indian Harbour, reiste Brady zur Qualifikation für die French Open 2016 erstmals nach Europa, schied jedoch in der Schlussrunde aus. Ihr Debüt auf der WTA-Tour gab sie danach in Stanford, wo sie zum Auftakt an Alizé Cornet scheiterte. Im Anschluss an einen weiteren Turniersieg bei einem ITF-Turnier der $50.000-Kategorie in Granby, stand sie in Guangzhou erstmals im Viertelfinale eines WTA-Turniers.
Zum Beginn der Saison 2017 gelang ihr bei den Australian Open aus der Qualifikation kommend mit dem Einzug ins Achtelfinale, in dem sie Mirjana Lučić-Baroni unterlag, ihr bisher bestes Karriereresultat und damit auch der Sprung unter die Top 100 der Tennisweltrangliste. Auch bei den US Open im selben Jahr erreichte sie nach einem Auftaktsieg gegen Andrea Petković die vierte Runde und musste sich dort Karolína Plíšková chancenlos geschlagen geben. Zum Saisonabschluss in Hongkong erzielte sie zudem ihr erstes Halbfinale auf der WTA-Tour.
Im Jahr darauf konnte Brady ihre starken Ergebnisse von 2017 nicht wiederholen und erreichte lediglich drei Halbfinals auf ITF-Ebene. Besser lief es dagegen im Doppel, wo sie bei den Australian Open an der Seite ihrer Landsfrau Vania King zum ersten Mal ins Viertelfinale vorstoßen konnte. 2019 kam sie mit Alison Riske zusammen sogar bis ins Halbfinale von Melbourne; dort unterlagen die beiden Tímea Babos und Kristina Mladenovic. Doch auch im Einzel zeigte sie sich zu Jahresbeginn wiedererstarkt und kam in Dubai als Qualifikantin in die dritte Runde, in der sie erst von Petra Kvitová gestoppt wurde. Beim WTA Challenger in Indian Wells rückte sie anschließend bis ins Finale vor, in dem sie jedoch in drei Sätzen gegen Viktorija Golubic verlor. Durch das Erreichen des Halbfinals in Nottingham sowie Hauptrundenerfolgen als Qualifikantin in Toronto, Cincinnati und Peking, wo sie sogar in die dritte Runde einzog, beendete sie das Jahr souverän in den Top 100 der Welt.
Zum Saisonauftakt 2020 erzielte Brady in Brisbane aus der Qualifikation kommend das Viertelfinale und besiegte dabei in der zweiten Runde mit der Weltranglistenersten Ashleigh Barty erstmals eine Top-10-Spielerin. Bei ihrem anschließenden Durchmarsch aus der Qualifikation ins Halbfinale von Dubai folgte in der ersten Runde gegen Elina Switolina sogleich ihr zweiter Top-10-Erfolg. In der Runde der letzten Vier unterlag sie dann der späteren Turniersiegerin Simona Halep. Trotzdem erreichte sie im Anschluss mit Rang 45 ihre bislang beste Karriereplatzierung. In Melbourne stand sie, dieses Mal gemeinsam mit Caroline Dolehide, zum dritten Mal in Folge im Viertelfinale, in dem sie den Topgesetzten Hsieh Su-wei und Barbora Strýcová unterlagen.
Vor Saisonbeginn 2024 erklärte sie, dass sie wegen anhaltender Kniebeschwerden für längere Zeit nicht am Turniergeschehen teilnehmen könne.
2019 debütierte Brady beim 3:2-Playoff-Sieg gegen die Schweiz für die Fed-Cup-Mannschaft der Vereinigten Staaten, verlor dabei jedoch ihre Doppelpartie.

## Turniersiege

### Einzel
| Nr. | Datum              | Turnier              | Kategorie         | Belag     | Finalgegnerin   | Ergebnis |
| --- | ------------------ | -------------------- | ----------------- | --------- | --------------- | -------- |
| 1.  | 14. September 2014 | Redding              | ITF $25.000       | Hartplatz | Lauren Embree   | 6:2, 6:1 |
| 2.  | 18. Oktober 2015   | Rock Hill            | ITF $25.000       | Hartplatz | Andrea Gámiz    | 7:5, 6:4 |
| 3.  | 8. Mai 2016        | Indian Harbour Beach | ITF $75.000       | Sand      | Taylor Townsend | 6:3, 7:5 |
| 4.  | 7. August 2016     | Granby               | ITF $50.000       | Hartplatz | Wolha Hawarzowa | 7:5, 6:2 |
| 5.  | 16. August 2020    | Lexington            | WTA International | Hartplatz | Jil Teichmann   | 6:3, 6:4 |

### Doppel
| Nr. | Datum              | Turnier       | Kategorie   | Belag        | Partnerin         | Finalgegnerinnen                       | Ergebnis         |
| --- | ------------------ | ------------- | ----------- | ------------ | ----------------- | -------------------------------------- | ---------------- |
| 1.  | 26. September 2011 | Amelia Island | ITF $10.000 | Sand         | Kendal Woodard    | Erin Clark Wen Xin                     | 5:7, 6:1, 6:2    |
| 2.  | 24. Oktober 2011   | Montego Bay   | ITF $10.000 | Hartplatz    | Nikola Hubnerova  | Ximena Hermoso Ivette Lopez            | 6:3, 6:1         |
| 3.  | 8. September 2014  | Redding       | ITF $25.000 | Hartplatz    | Lauren Embree     | Alexandra Facey Kat Facey              | 6:3, 6:2         |
| 4.  | 29. Juni 2015      | El Paso       | ITF $25.000 | Hartplatz    | Alexa Guarachi    | Robin Anderson Maegan Manasse          | 3:6, 6:3, [10:7] |
| 5.  | 8. Juni 2019       | Surbiton      | ITF W100    | Rasen        | Caroline Dolehide | Heather Watson Yanina Wickmayer        | 6:3, 6:4         |
| 6.  | 25. April 2021     | Stuttgart     | WTA 500     | Sand (Halle) | Ashleigh Barty    | Desirae Krawczyk Bethanie Mattek-Sands | 6:4, 5:7, [10:5] |

## Karrierestatistik und Turnierbilanz

### Einzel
Die letzte Aktualisierung erfolgte am Saisonende 2023.
| Turnier                      | 2010              | 2011              | 2012              | 2013              | 2014              | 2015              | 2016      | 2017              | 2018              | 2019              | 2020              | 2021              | 2022              | 2023              | T / T       | S/N         | Sieg%       |
| ---------------------------- | ----------------- | ----------------- | ----------------- | ----------------- | ----------------- | ----------------- | --------- | ----------------- | ----------------- | ----------------- | ----------------- | ----------------- | ----------------- | ----------------- | ----------- | ----------- | ----------- |
| Australian Open              | –                 | –                 | –                 | –                 | –                 | –                 | –         | AF                | 1                 | Q3                | 1                 | F                 | –                 | –                 | 0 / 4       | 8:4         | 67 %        |
| French Open                  | –                 | –                 | –                 | –                 | –                 | –                 | Q3        | 1                 | 2                 | 2                 | 1                 | 3                 | –                 | –                 | 0 / 5       | 4:5         | 44 %        |
| Wimbledon                    | –                 | –                 | –                 | –                 | –                 | –                 | Q1        | 2                 | 2                 | 1                 | n. a.             | –                 | –                 | –                 | 0 / 3       | 2:3         | 40 %        |
| US Open                      | –                 | –                 | –                 | –                 | Q1                | Q1                | Q3        | AF                | 1                 | 1                 | HF                | –                 | –                 | 3                 | 0 / 5       | 10:5        | 67 %        |
| Doha                         | n. a. / a. K.     | n. a. / a. K.     | –                 | –                 | –                 | a. K.             | –         | a. K.             | –                 | a. K.             | 2                 | a. K.             | –                 | a. K.             | 0 / 1       | 1:1         | 50 %        |
| Dubai                        | –                 | –                 | andere Kategorie  | andere Kategorie  | andere Kategorie  | –                 | a. K.     | –                 | a. K.             | AF                | a. K.             | –                 | a. K.             | –                 | 0 / 1       | 3:1         | 75 %        |
| Indian Wells                 | –                 | –                 | –                 | –                 | –                 | –                 | –         | 1                 | 2                 | 3                 | n. a.             | –                 | –                 | –                 | 0 / 3       | 3:3         | 50 %        |
| Miami                        | –                 | –                 | –                 | –                 | –                 | –                 | –         | 1                 | 1                 | Q1                | n. a.             | 2                 | –                 | –                 | 0 / 3       | 0:3         | 0 %         |
| Madrid                       | –                 | –                 | –                 | –                 | –                 | –                 | –         | Q2                | Q1                | Q2                | n. a.             | AF                | –                 | –                 | 0 / 1       | 2:1         | 67 %        |
| Rom                          | –                 | –                 | –                 | –                 | –                 | –                 | –         | Q1                | Q1                | –                 | –                 | 2                 | –                 | –                 | 0 / 1       | 1:0         | 100 %       |
| Kanada                       | –                 | –                 | –                 | –                 | –                 | –                 | 1         | Q1                | Q2                | 2                 | n. a.             | –                 | –                 | 2                 | 0 / 3       | 2:3         | 40 %        |
| Cincinnati                   | –                 | –                 | –                 | –                 | –                 | Q1                | Q2        | Q2                | Q2                | 2                 | 1                 | 2                 | –                 | 1                 | 0 / 4       | 2:4         | 33 %        |
| Peking                       | –                 | –                 | –                 | –                 | –                 | –                 | –         | 1                 | Q1                | AF                | nicht ausgetragen | nicht ausgetragen | nicht ausgetragen | 2                 | 0 / 3       | 3:3         | 50 %        |
| Wuhan                        | nicht ausgetragen | nicht ausgetragen | nicht ausgetragen | nicht ausgetragen | –                 | –                 | Q1        | –                 | –                 | 1                 | nicht ausgetragen | nicht ausgetragen | nicht ausgetragen | nicht ausgetragen | 0 / 1       | 0:1         | 0 %         |
| Olympische Spiele            | n. a.             | n. a.             | –                 | nicht ausgetragen | nicht ausgetragen | nicht ausgetragen | –         | nicht ausgetragen | nicht ausgetragen | nicht ausgetragen | nicht ausgetragen | 1                 | n. a.             | n. a.             | 0 / 1       | 0:1         | 0 %         |
| Statistik                    | Statistik         | Statistik         | Statistik         | Statistik         | Statistik         | Statistik         | Statistik | Statistik         | Statistik         | Statistik         | Statistik         | Statistik         | Statistik         | Statistik         | S/N         | S/N         | Sieg%       |
| Turnierteilnahmen            | 1                 | 3                 | 2                 | 11                | 13                | 17                | 30        | 23                | 25                | 25                | 10                | 11                | 0                 | 6                 | Gesamt: 177 | Gesamt: 177 | Gesamt: 177 |
| Erreichte Finals             | 0                 | 0                 | 0                 | 0                 | 2                 | 2                 | 2         | 0                 | 0                 | 1                 | 1                 | 1                 | 0                 | 0                 | Gesamt: 9   | Gesamt: 9   | Gesamt: 9   |
| Gewonnene Titel              | 0                 | 0                 | 0                 | 0                 | 1                 | 1                 | 2         | 0                 | 0                 | 0                 | 1                 | 0                 | 0                 | 0                 | Gesamt: 5   | Gesamt: 5   | Gesamt: 5   |
| Hartplatz-Siege/-Niederlagen | 0:1               | 0:1               | 1:2               | 7:4               | 32:11             | 24:16             | 19:14     | 23:14             | 11:13             | 32:17             | 25:8              | 10:7              | 0:0               | 6:6               | 190:114     | 190:114     | 63 %        |
| Sand-Siege/-Niederlagen      | 0:0               | 0:2               | 0:0               | 11:7              | 3:1               | 0:0               | 15:11     | 3:7               | 4:7               | 3:4               | 0:1               | 5:3               | 0:0               | 0:0               | 44:43       | 44:43       | 51 %        |
| Rasen-Siege/-Niederlagen     | 0:0               | 0:0               | 0:0               | 0:0               | 0:0               | 0:0               | 1:3       | 2:2               | 6:4               | 4:4               | 0:0               | 0:0               | 0:0               | 0:0               | 13:13       | 13:13       | 50 %        |
| Teppich-Siege/-Niederlagen   | 0:0               | 0:0               | 0:0               | 0:0               | 0:0               | 0:0               | 0:0       | 0:1               | 0:0               | 0:0               | 0:0               | 0:0               | 0:0               | 0:0               | 0:1         | 0:1         | 0 %         |
| Gesamt-Siege/-Niederlagen    | 0:1               | 0:3               | 1:2               | 18:11             | 35:12             | 24:16             | 35:28     | 28:24             | 21:24             | 39:25             | 25:9              | 15:10             | 0:0               | 6:6               | 247:171     | 247:171     | 59 %        |
| Sieg%                        | 0 %               | 0 %               | 33 %              | 62 %              | 74 %              | 60 %              | 56 %      | 54 %              | 47 %              | 61 %              | 74 %              | 60 %              | –                 | 50 %              | Gesamt:     | Gesamt:     | 59 %        |
| Jahresendposition            | –                 | –                 | –                 | 600               | 267               | 229               | 111       | 64                | 116               | 56                | 24                | 25                | –                 | 227               | N/A         | N/A         | N/A         |

Zeichenerklärung: S = Turniersieg; F, HF, VF, AF = Einzug ins Finale / Halbfinale / Viertelfinale / Achtelfinale; 1, 2, 3 = Ausscheiden in der 1. / 2. / 3. Hauptrunde; RR = Round Robin (Gruppenphase); n. a. = nicht ausgetragen; a. K. = andere Kategorie; PO (Playoff) = Auf- und Abstiegsrunde im Billie Jean King Cup; K1, K2, K3 = Teilnahme in der Kontinentalgruppe I, II, III im Billie Jean King Cup.
Anmerkung: Diese Statistik berücksichtigt alle Ergebnisse im Einzel bei ITF- und WTA-Turnieren. Als Quelle dient die WTA-Seite der Spielerin. Dargestellt sind nur WTA-Turniere der Kategorien Premier Mandatory und Premier 5 (2009–2020) bzw. die WTA-Turniere der Kategorie 1000 (seit 2021).

### Doppel
| Turnier         | 2014 | 2015 | 2016 | 2017 | 2018 | 2019 | 2020  | 2021 | 2022 | 2023 | Karriere |
| --------------- | ---- | ---- | ---- | ---- | ---- | ---- | ----- | ---- | ---- | ---- | -------- |
| Australian Open | —    | —    | —    | —    | VF   | HF   | VF    | 2    | —    | —    | HF       |
| French Open     | —    | —    | —    | 2    | AF   | 1    | 2     | —    | —    | —    | AF       |
| Wimbledon       | —    | —    | —    | 1    | 2    | 2    | n. a. | —    | —    | —    | 2        |
| US Open         | 1    | —    | —    | 1    | 2    | 1    | 1     | —    | —    | HF   | HF       |